# Ли Кык Но
Ли Кык Но (кор. 이극로, 문화어: 리극로[прояснить], кит. трад. 李克魯, 28 августа 1893 — 13 сентября 1978) — северокорейский лингвист, политик и дипломат. Родился в Ыйрён, Кёнсан-Намдо, будучи потомком Ли Хам Чжана рода Чон, который в своё время занимал должность заместителя министров в Еджо (административном органе династий Корё и Чосон).
Во время японского колониального периода он был членом исполнительного комитета по составлению словаря корейского языка, членом комитета по разработке корейского алфавита и членом комитета по оценке стандартного корейского языка. В 1942 году был арестован по делу Общества корейского языка и приговорен к 6 годам тюремного заключения. Отбывал срок в тюрьме Хамхын, а после освобождения Кореи в 1945 году вышел из тюрьмы и занимал должность заместителя председателя Постоянного комитета Верховного народного собрания при Кабинете министров КНДР.

## Биография
В 1920 году закончил подготовительные курсы в университете Тунцзи в Шанхае, Китай. В 1927 году окончил философский факультет Университета Фридриха-Вильгельма (ныне Университет Гумбольдта) в Германии. Во времена колониальной эпохи участвовал в исследованиях хангыля: с 1929 года являлся исполнительным сотрудников издания корейского словаря, с 1930 году работал в комитете по принятию орфографии хангыля, с 1935 года — член Комитета по стандартизации корейского языка, в 1936 году был штатным членом Комитета редакции корейского словаря, он также был избран секретарем Общества корейского языка.
1 октября 1942 года был арестован за инцидент с обществом корейского языка и приговорен судом Хамхына к шести годам тюремного заключения. Отбывал наказание в тюрьме Хамхын и был освобожден после освобождения Кореи в августе 1945 года. В 1946 году являлся председателем общества Конмин. В апреле 1948 года присутствовал на Конференции Северной и Южной Кореи в Пхеньяне, где принимали участие представители политических партий и социальных групп, и также продолжал активно работать в Корейской Народно-Демократической Республике. В сентябре 1948 года он стал свободным министром в первом кабинете министров КНДР. В 1949 году он стал председателем Центрального комитета Демократического фронта за воссоединение Отечества, и кандидатом в республиканскую академию наук. В 1953 году занимал должность заместителя председателя постоянного комитета Верховного народного собрания. С 1962 года вступил в Академию наук корейского языка и Литературно-исследовательский институт Чосон в качестве замдиректора. С 1966 года — председатель Центрального комитета Отечественного фронта. В 1970 году он стал председателем Комитета за мир и объединение Отечества. В 1972 году Ли Кык Но занимал должность заместителя председателя Народного комитета провинции Янган.

### Начало карьеры

#### Происхождение и образование
Ли Кык Но родился 28 августа 1893 года в крестьянской семье в Дугокри, местность Чичжон, уезд Ыйрён, провинция Кёнсан-Намдо. После учебы в Содане в 1910 году поступил в семинарию Чхансин в городе Масан. В 1912 году он вошёл в корпус независимости Кореи и бежал на запад Цзяньдао.
В 1912 году после знакомства с Юн Се Боком в школе товарищей в округе Хвэин, который позже стал третьим последователем религии Тэджон, обратился в эту же религию, там в качестве учителя активно сотрудничал с известными националистами, такими как Пак Ын Сик. После закрытия школы товарищей в 1915 начал преподавать в школе Пэксан в округе Мусон. Затем, переехав в Шанхай, он поступил в немецкий университет в Тунцзи, где у него была возможность систематически обращаться к западным исследованиям.

#### Обучение за границей и деятельность движения за независимость
В 1920 году он окончил Шанхайский университет Тунцзи. Позже чтобы разрешить конфликт в Коммунистической партии Коре в Шанхае и для получения указаний от Коминтерна, был отправлен в Москву вместе с Ли Дон Хви.

#### Деятельность движения за независимость в Корее и изучение Хангыля
По пути обратно в Корею посетил разные страны в том числе Америку и Японию, и так с готовым планом действий Ли Кык Но вернулся в январе 1929 года в Корею. С тех пор он много работал как ученый корейской письменности и педагог. Являлся секретарем Корейской ассоциации корейского языка, ассоциации корейских исследований Хангыля, участвовал в составлении словаря корейского языка, а также в разработке единой системы правописания заимствованных слов и оформлении единой системы корейской орфографии.
с 1929 года являлся исполнительным сотрудников издания корейского словаря (позже был передан как Корейской ассоциации корейского языка «Большой словарь корейского языка»), в 1930 году работал в комитете по принятию орфографии хангыля, с 1935 года — член Комитета по стандартизации корейского языка, в 1936 году был штатным членом Комитета по редактированию корейского словаря, он также был избран секретарем Общества корейского языка. Кроме того, в 1930 году он совершил поездку по Маньчжурии в качестве представителя Ассоциации новых направлений с целью оказания помощи соотечественникам и вернулся в Корею.

#### Тюремное заключение по делу Общества корейского языка
В июле 1942 года Ли Кык Но вместе с Чхве Хён Бэ и Ли Юн Чжэ были арестованы как значимые фигуры за инцидент с обществом корейского языка.
1 октября суд Хамхына приговорил его к шести годам тюремного заключения, а Чхве Хён Бэ был приговорен к четырем годам тюремного заключения. Ли Юн Чжэ же, который также сыграл ключевую роль, умер во время своего тюремного заключения. Ли Кык Но отбывал наказание в тюрьме Хамхын и был освобожден 17 августа 1945 года, через два дня после освобождения Кореи. Современник Ли Гын Ёп, почетный профессор Университета Енсе, засвидетельствовавший выход из заключения, давал следующие показания:

17 августа 1945 года, когда Ли Кык Но было 15 лет, Мо Ки Юн, член Общества корейского языка, призвал 30 церковных юношей собраться перед тюрьмой Хамхын, и Ли Кык Но, не зная английского, последовал за ним. Когда Мо Ки Юн обратился к корейскому прокурору с протестом, почему он не освободил активистов движения за независимость после освобождения Кореи, из тюрьмы были выпущены четыре человека, и позже я узнал, что это были Ли Кук-ро, Чхве Хён Бэ, Чжон Ин-сын и Ли Хи Сын, которые сидели в тюрьме по делу Общества корейского языка. Господин Мо Ки Юн обращался с протестом корейскому прокурору, задавая вопрос: «Почему вы не освобождаете борцов за независимость теперь, когда Корея освобождена?». Потом оказалось, что четыре человека были освобождены из тюрьмы. Позже я узнал, что это были Ли Кык Но, Чхве Хён Бэ, Чжон Ин Сын и Ли Хи Сын, которые были заключены в тюрьму за инцидент с Обществом корейского языка. Тогда, одного из учителей (кажется, это был Ли Кык Но) вынесли на носилках, остальных троих в ужасном виде вывели под руку. Это было через два дня после того, как Япония потерпела поражение, люди тогда ещё боялись японского империализма, поэтому их не приветствовали с Государственным флагом Кореи Тхэки. <…>

### После возвращения независимости
Ли Кык Но был свобожден после возвращения независимости в августе 1945 года. После освобождения страны Ли Кык Но снова сосредоточился на изучении хангыля. Он вступил в должность председателя возрожденного Общества корейского языка и снова встал во главе исследований корейского языка. Однако в конце 1945 года на трехстороннем совещании в Москве был поднят «вопрос опеки», и по мере усиления движения против опеки он присоединился к нему, став членом « Главного управления всеобщего национального движения против опеки», которое было создано 30 декабря 1945 года под руководством Ким Гу. После этого он был избран председателем возрожденного Общества корейского языка и вошел в политические круги после того, как ему была поручена должность президента Национальной ассоциации сторонников политических активистов.
Он присоединился к «Ассоциации Конмин»(«Здоровый народ») в 1946 году и в том же году был избран ее председателем. Когда весной 1946 года под руководством американского военного правительства возникло Лево-правое коалиционное движение, он выразил поддержку сотрудничеству левых и правых. Однако по поводу законодательного органа (Временного законодательного собрания Южной Кореи) он настаивал на том, что он не имеет ничего общего с сотрудничеством левых и правых. В апреле 1948 года он поехал в Пхеньян для участия в Совместной встрече представителей политических партий и общественных организаций со всей Кореи, но остался и вел деятельность в Корейской Народно-Демократической Республике.

#### Лево-правое коалиционное движение и Объединённое совещание партий севера и юга Кореи
В начале 1947 года он вместе с Чо Бон Амом сформировал Демократический фронт независимости. Впоследствии, когда появились признаки возобновления работы 2-й Совместной советско-американской комиссии, он присоединился к Коалиционному комитету левых и правых и участвовал в «Совете по реагированию на текущую ситуацию». Однако 2-я Совместная советско-американская комиссия распалась, а в декабре был расформирован Коалиционный комитет левых и правых. 20 декабря того же года на церемонии основания Федерации национальной независимости, возглавляемой Ким Гю Сиком, он был избран политическим комиссаром.
В апреле 1948 года он посетил Пхеньян в качестве участника Объединённого совещания партий севера и юга Кореи. В это время Ким Гу вернулся в Сеул, а Ли Кык Но остался в Северной Корее и в конце концов перебежал в Северную Корею. Между тем, его основные работы до переезда в Северную Корею включают «Частицы из числа именных частей речи корейского языка»(1935), «Разграничительная линия словообразования корейского языка» (1936), «О жестах» (1937), «Экспериментальная иллюстрация фонетики корейского языка»(1947), «Отчаянная борьба в 40 лет»(1947) и т. д.

#### Участие в установлении политической власти в Корейской Народно-Демократической Республике

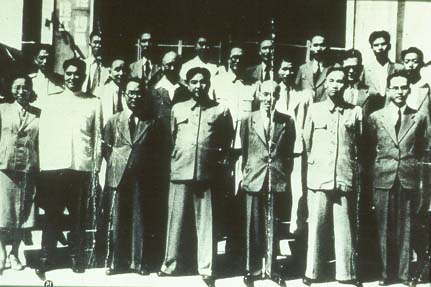
Сентябрь 1948 года. Ли Кык Но ("министр без портфеля", третий ряд, второй справа) на фотографии первого Кабинета министров Корейской Народно-Демократической Республики

Когда в сентябре 1948 года было создано правительство Корейской Народно-Демократической Республики, он был избран на должность «министра без портфеля»(無任所相) в первом Кабинете министров до декабря 1953 года. Затем он занимал посты председателя Центрального комитета Национального демократического фронта за объединение Родины в 1949 году, кандидата в члены Академии наук Республики, заместителя председателя Президиума Верховного народного собрания в 1953 году и т. д. Однако, поскольку он не делал политических заявлений, последующие репрессии в Северной Корее его не затронули.
25 марта 1961 года он был отстранен от должности заместителя председателя Президиума Верховного народного собрания.
В 1962 году был избран директором научно-исследовательского института корейского языка и литературы при Академии наук, а в 1966 году был избран председателем Центрального комитета Национального демократического фронта за объединение Родины. Он встал во главе Движения за корейский литературный язык, которое являлось Движением за стандартизацию северокорейского языка, активно развернувшимся после 1966 года, и написал такие статьи, как «Исследование корейского языка» и пр. Он занимал пост председателя Комитета по делам мирного объединения Родины в 1970 году и заместителя председателя Народного комитета провинции Янган в 1972 году. Его основной работой является «Экспериментальная иллюстрация фонетики корейского языка». В 1978 году Ли Кык Но скончался.

#### После смерти
Начиная с периода японской колонизации, он внес большой вклад в развитие корейского языка и дачу научных объяснений путем длительной преподавательской и исследовательской деятельности. За такие заслуги при жизни в 1973 году он был назначен правительством Северной Кореи членом Академии наук и Академии социальных наук (1973 г.) и получил докторскую степень (1970 г.). Посмертно награжден премией воссоединения Родины и орденом Национального флага I степени.

В Южной Корее к нему долгое время не проявляли академический интерес, поскольку он был «перебежчиком в Северную Корею». Однако недавно отношение к нему было пересмотрено, и на него снова обратили внимание, поскольку выяснилось, что Ли Кык Но сыграл роль в популяризации хангыля во время своей учебы за границей (в Германии) в 1920-х годах.

## Интересные факты
Он также немного причастен к раскладке клавиатуры «Себольсик» Гон Бён У, южнокорейского офтальмолога. Говорят, что Ли Кык Но посетил больницу, которой управлял Гон Бён У, из-за заболевания глаз, и что именно тогда Гон Бён У вдохновился страстью Ли Кык Но, эксперта по корейскому языку, и начал активно проявлять интерес к хангылю.

#### Прочее
Существует также мнение, что Ли Кык Но был экспертом по корейскому языку, который придерживался правоцентристских вглядов, а не был «левой» фигурой.
Ли Кык Но, будучи представителем Общества корейского языка (Общества хангыля)
в 1940-х годах, стал прообразом для роли Рю Чон Хвана (Юн Ге Сан), главного героя фильма «Мальмои» 2019 года.

## Публикации

#### Статьи
〈조선어 어음의 된소리 음리에 대한 과학적 천명〉(1928)

〈훈민정음의 독특한 음성 관찰〉(1932)

〈'·'의 음가에 대하여〉(1937)

〈조선말 역점연구〉(1957)

#### Книги
〈국어학 논총〉(1948)

〈실험도해 조선어 음성학〉(1949)

〈조선말 조(調) 연구〉(1966)